# Antoni Konaszyc

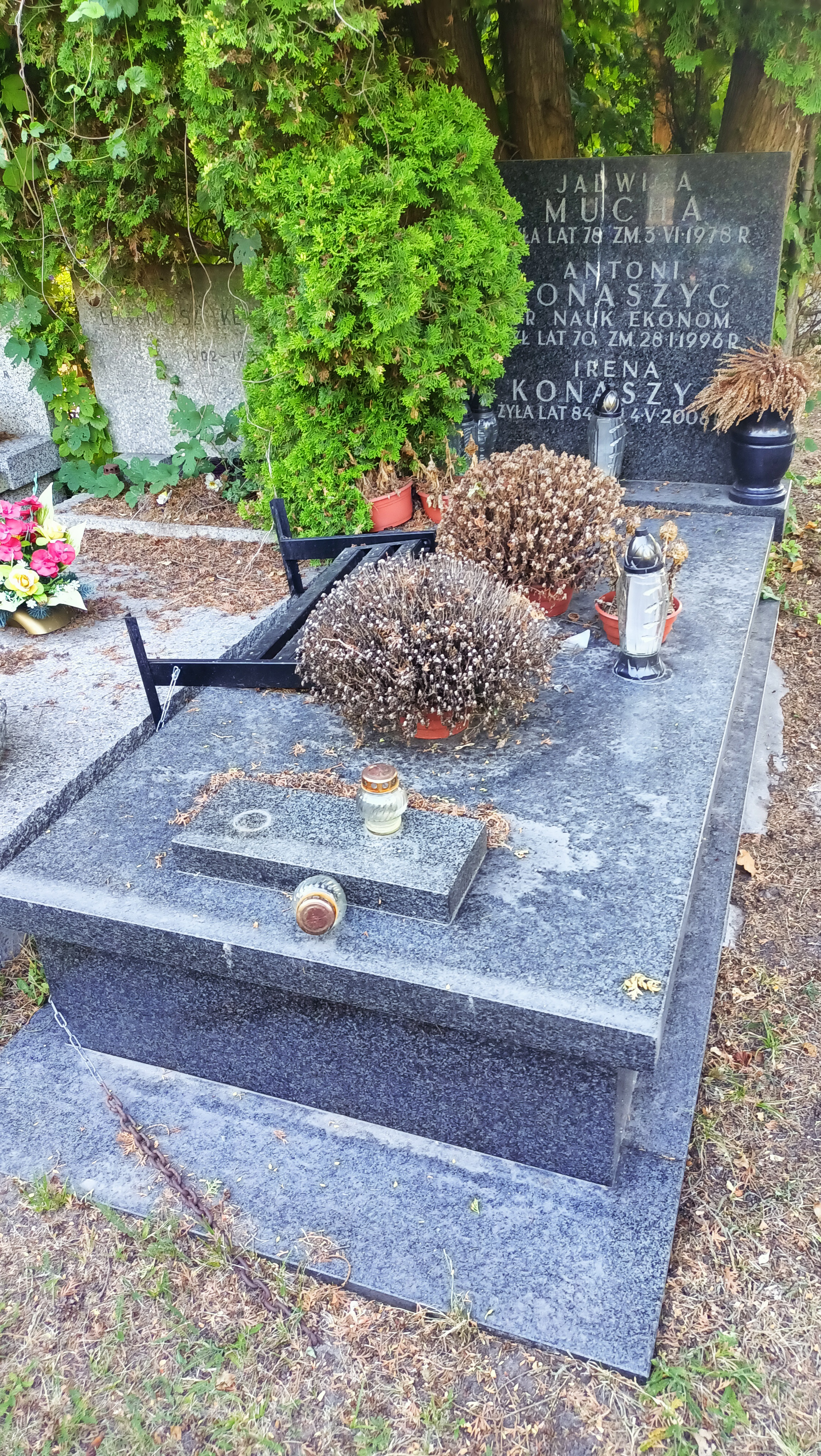
Grób Antoniego Konaszyca na Cmentarzu Wojskowym na Powązkach

Antoni Konaszyc (ur. 6 czerwca 1921 w Starym Siole, zm. 28 stycznia 1996) – polski urzędnik państwowy, podsekretarz stanu w Ministerstwie Zdrowia i Opieki Społecznej (1981–1986).

## Życiorys
Syn Piotra, pochodził z Kresów Wschodnich. Wstąpił do Polskiej Zjednoczonej Partii Robotniczej. W latach 50. rozpoczął pracę w białostockim oddziale Grupy Kontroli Państwowej (przekształconej potem w Najwyższą Izbę Kontroli), od kwietnia 1953 jako p.o. jej kierownika, potem kierownik. W sierpniu 1955 mianowany ponadto lokalnym pełnomocnikiem Ministerstwa Kontroli Państwowej. W 1967 przeszedł na stanowisko szefa Zespołu Pracy, Spraw Socjalnych i Zdrowia w centrali Najwyższej Izby Kontroli, później został sekretarzem Kolegium NIK. Kierował także oddziałem Towarzystwa Naukowego Organizacji i Kierownictwa w Białymstoku. Autor publikacji książkowych, m.in. Kontrola parlamentarna w PRL (1978). Od czerwca 1981 do lipca 1986 zajmował stanowisko podsekretarza stanu w Ministerstwie Zdrowia i Opieki Społecznej.
Pochowany na Cmentarzu Wojskowym na Powązkach.

## Odznaczenia
W 1954 odznaczony Medalem 10-lecia Polski Ludowej na wniosek Ministra Kontroli Państwowej.